# Diocesi di Bitetto
La diocesi di Bitetto (in latino Dioecesis Bitectensis) è una sede soppressa e una sede titolare della Chiesa cattolica.

## Storia
La diocesi di Bitetto fu eretta nel corso dell'XI secolo, in quanto nel 1089 la bolla Quia nostris temporibus di papa Urbano II la cita come suffraganea di Bari. Una precedente bolla del 1025 di papa Giovanni XIX non cita la diocesi di Bitetto, quindi la data di erezione deve essere compresa tra questi due estremi. Il primo vescovo noto è Raus, menzionato nel 1179 come partecipante al Concilio Lateranense III.
Durante il Medioevo la cattedrale di Bitetto, dedicata a san Michele Arcangelo, aveva un capitolo di trentatré canonici. Fu il vescovo Ludovico Serristori nel 1552 a ridurre il numero dei canonici a venti.
Il territorio della diocesi di Bitetto corrispondeva ai confini dell'attuale città. La cattedrale era la chiesa di San Michele Arcangelo.
Alla morte dell'ultimo vescovo, Giacinto Maria Barberio, la diocesi conobbe un periodo di decadenza: infatti non vennero più eletti altri vescovi, e il 27 giugno 1818 con la bolla De utiliori Pio VII ne decretò la soppressione e l'annessione all'arcidiocesi di Bari.
Dal 1968 Bitetto è annoverata tra le sedi vescovili titolari della Chiesa cattolica; dal 16 gennaio 2007 l'arcivescovo, titolo personale, titolare è Leo Boccardi, già nunzio apostolico in Giappone.

## Cronotassi

### Vescovi
- Raone † (menzionato nel 1179)
- Anonimo † (seconda metà del XII secolo)
- Nicola Buonconsiglio † (1198 - dopo il 1233)
- Francesco Canis, O.F.M. † (? - 28 agosto 1263 nominato vescovo di Terracina, Sezze e Priverno)
- Giovanni Colopardo, O.Cist. † (29 settembre 1264 - ?)
- Marino † (prima del 1294 - dopo il 1300)
- Giovanni † (menzionato nel 1304)
- Emanuele Spinola † (prima del 1318 - dopo il 1326)
- Giacomo Boncori † (1328 - 1336 deceduto)
- Vito Acquaviva † (circa 1336 - 1369 deceduto)
- Angelo dall'Aquila † (21 novembre 1369 - ? deposto)
- Nicola † (1º marzo 1387 - ?)
- Bartolomeo † (? - ? deceduto)
- Angelo da Bari, O.P. † (1º luglio 1390 - ?)
- Antonio, O.F.M. † (1397 - 17 febbraio 1483 nominato vescovo di Bitonto)
- Pietro da Aversa, O.P. † (12 maggio 1399 - ? deceduto)
- Carlo Ancamono † (23 marzo 1422 - 1432 deceduto)
- Pietro, O.S.B. † (12 settembre 1432 - ? deceduto)
- Federico Sifola † (29 gennaio 1434 - 1451 deceduto)
- Leonardo Judice † (17 aprile 1452 - 1481 deceduto)
- Sulpicio Acquaviva d'Aragona † (26 aprile 1482 - 17 febbraio 1483 nominato vescovo di Conversano)
- Francesco Quarti, O.S.A. † (17 febbraio 1483 - 1499 deceduto)
- Vincenzo Pistachio † (3 novembre 1499 - 1518 dimesso)[1]
- Cosma Pistachio † (19 giugno 1518 - 1528 deceduto)[1]
  - Lorenzo Serristori † (23 dicembre 1528 - 1532 dimesso) (vescovo eletto)
  - Giovanni Salviati † (8 o 10 gennaio 1532 - 5 marzo 1539 dimesso) (amministratore apostolico)
- Ludovico Serristori † (5 marzo 1539 - 1583 o 1584 deceduto)
- Cesare Arena † (8 ottobre 1584 - 1599 deceduto)
- Valeriano Muti † (4 luglio 1599 - 15 novembre 1602 nominato vescovo di Città di Castello)
- Baldassarre Pusterla † (7 aprile 1603 - 1606 deceduto)
- Livio Limatola † (13 marzo 1606 - 1611 deceduto)
- Giulio Mattei † (18 maggio 1611 - 1623 deceduto)
- Michele Misserotti, O.F.M.Conv. † (26 febbraio 1624 - 1630 deceduto)
- Sigismondo Taddei † (8 gennaio 1631 - 27 novembre 1641 nominato vescovo di Caiazzo)
- Marcantonio Tomati † (16 dicembre 1651 - 30 agosto 1655 dimesso)
- Francesco Gaeta † (30 agosto 1655 - 2 marzo 1669 deceduto)
- Gaspare Toralto † (3 giugno 1669 - 16 novembre 1676 nominato vescovo di Tricarico)
- Giacomo Santoro † (26 aprile 1677 - novembre 1683 deceduto)
- Francesco Onofrio Odierna † (24 aprile 1684 - 4 gennaio 1717 nominato vescovo di Valva e Sulmona)
- Gioacchino Francesco Caprini † (24 gennaio 1718 - 20 aprile 1729 deceduto)
- Lazzaro Sangiovanni † (6 luglio 1729 - 5 ottobre 1736 deceduto)
- Francesco Franco † (19 novembre 1736 - 10 maggio 1745 nominato vescovo di Nicotera)
- Angelo Maria Marculli, O.S.A. † (10 maggio 1745 - 6 ottobre 1770 deceduto)
- Giacinto Maria Barberio, O.F.M.Conv. † (4 marzo 1771 - 1º gennaio 1798 deceduto)
  - Sede vacante (1798-1818)
  - Sede soppressa

### Vescovi titolari
- Enrique Delgado y Gómez † (23 luglio 1968 - 11 dicembre 1970 ritirato)
- Benedito de Ulhôa Vieira † (29 novembre 1971 - 14 luglio 1978 nominato arcivescovo di Uberaba)
- Edward Ozorowski † (31 gennaio 1979 - 21 ottobre 2006 nominato arcivescovo di Białystok)
- Leo Boccardi, dal 16 gennaio 2007